# Екскурсія (фонетика)
Екскурсія (від лат. excursio «вибігання, вилазка»), або приступ — одна з фаз артикуляції; початковий рух органів мовлення, підготовка органів мовлення до вимови звука.

## Фізіологічний аспект
Наприклад, перш ніж вимовити звук [б], потрібно зімкнути губи, щоб потім видихуване повітря їх розімкнуло, а перед вимовою звука [з] необхідно утворити щілину, щоб видихуване повітря змогло вільно проходити і тертися об стінки цієї щілини.